# Constitución de la República de China
La Constitución de la República de China (中華民國憲法) es la ley fundamental de la República de China, cuya jurisdicción abarca las islas de Taiwán, Pescadores, Kinmen y Matsu. Fue redactado por el Kuomintang como parte de su tercera etapa de desarrollo nacional (democracia representativa), estableciendo una república centralizada con cinco ramas del gobierno. A pesar de que la Constitución fue diseñada para ser aplicada en toda la China, no ha sido efectivo debido a que el Kuomintang estuvo involucrado en la guerra civil con el Partido Comunista de China en el momento de su promulgación.
Tras la retirada del Kuomintang a la isla de Formosa  en 1949, las Provisiones Temporales Efectivas Durante el Período de Rebelión Comunista dieron al gobierno del Kuomintang poderes extraconstitucionales. A pesar de la Constitución, en la isla de Taiwán se organizó un estado unipartidista autoritario hasta la década de 1980 en donde surgió un proceso de democratización, y en 1987 la ley marcial fue levantada y las Provisiones Temporales fueron deshabilitadas. La Constitución fue enmendada en 1991 para reflejar la pérdida de la China Continental y se conformó una democracia multipartidista.
Durante la década de 1990 y comienzos del 2000, los simpatizantes de la independencia de Taiwán propusieron la redacción de una nueva Constitución. Sin embargo, los intentos durante la administración del Partido Democrático Progresista de crear una nueva Constitución fracasaron durante el segundo período del Presidente Chen Shui-bian, debido a la oposición del Kuomintang, quien controlaba el Yuan Legislativo. Sólo se pudo hacer reformas a la Constitución en 2005, con el consentimiento del Kuomintang y del Partido Democrático Progresista.[cita requerida]